# 23235 Інфань
23235 Інфань (23235 Yingfan) — астероїд головного поясу, відкритий 21 листопада 2000 року.
Тіссеранів параметр щодо Юпітера — 3,419.
Названо на честь призера конкурсу Intel International Science and Engineering Fair Ін Фань, яка 2007 року зайняла друге місце.